# Съяновский сельсовет (Серпуховский район)
Съяновский сельсовет — упразднённая административно-территориальная единица, существовавшая на территории Московской губернии и Московской области до 1939 и в 1954—1993 годах.
Съяновский с/с был образован в первые годы советской власти. По данным 1921 года он входил в состав Пригородной волости Серпуховского уезда Московской губернии.
В 1929 году Съяновский с/с был отнесён к Серпуховскому району Серпуховского округа Московской области.
17 июля 1939 года Съяновский с/с был упразднён.
14 июня 1954 года Съяновский с/с был восстановлен путём объединения Игнатьевского, Клеймёновского и Скрёбуховского с/с.
20 августа 1960 года к Съяновскому с/с были присоединены селения Ивантиново, Райсемёновское и Станково упразднённого Глубоковского с/с.
1 февраля 1963 года Серпуховский район был упразднён и Съяновский с/с вошёл в Ленинский сельский район. 11 января 1965 года Съяновский с/с был возвращён в восстановленный Серпуховский район.
5 августа 1968 года из Кудаевского с/с Чеховского района в Съяновский с/с было передано селение Вихрово.
29 октября 1984 года из Глазовского с/с в Съяновский были переданы селения Воронино и Тверитино.
3 марта 1993 года Съяновский с/с был переименован в Райсемёновский с/с.